# Vertebrats de les Illes Balears
A continuació es posarà una relació d'animals vertebrats de les Illes Balears.

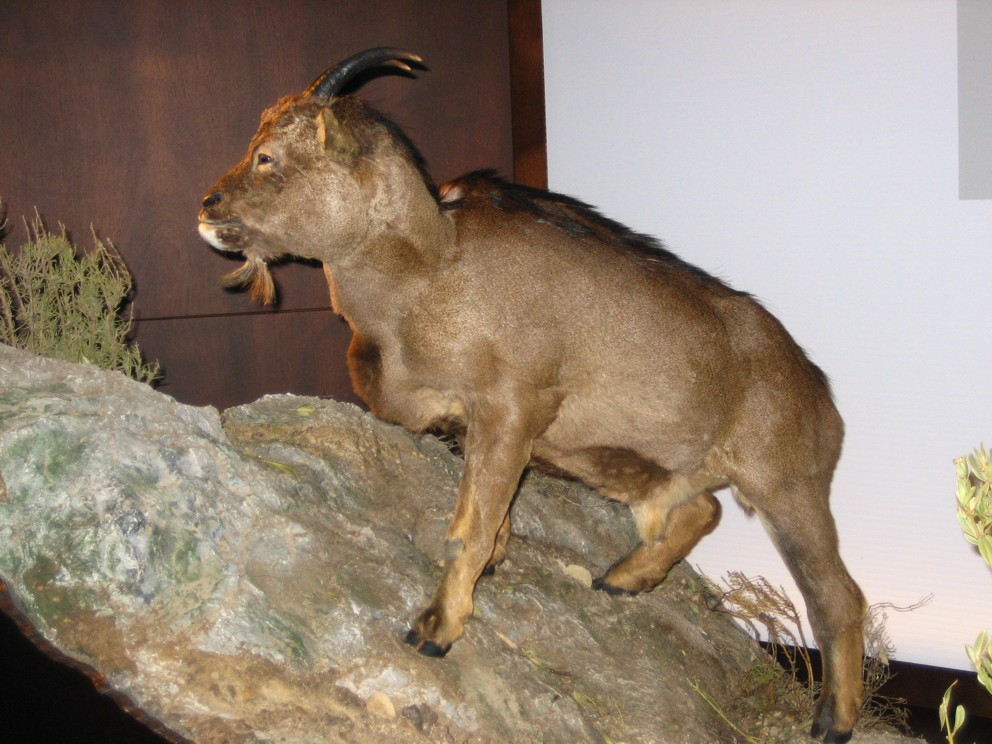
Reconstrucció de Myotragis balearicus

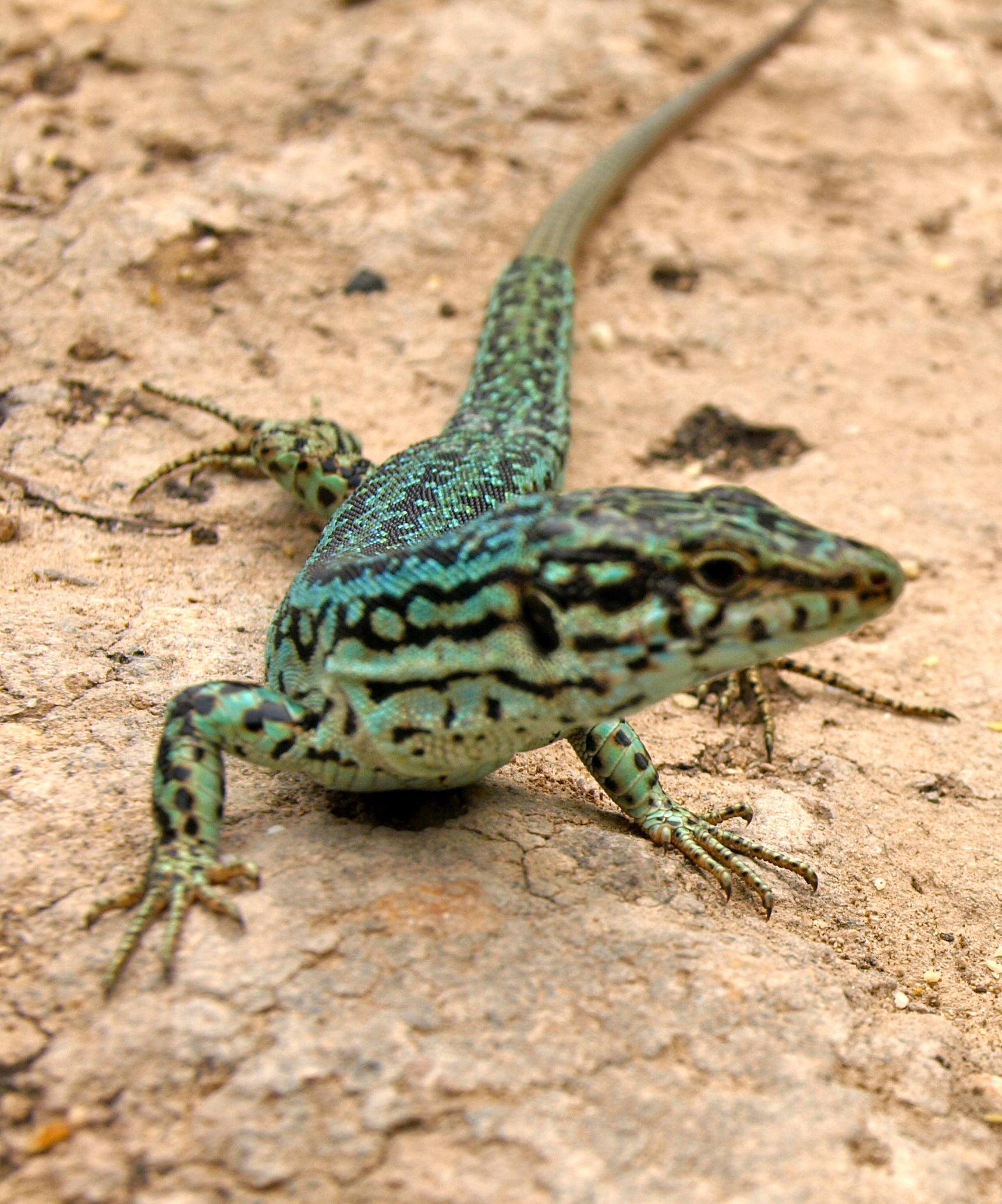
Sargantana de les Pitiüses

La fauna de les Illes Balears destaca per un gran nombre d'endemismes. Hi ha uns dos-cents trenta endemismes animals catalogats (fins a l'any 2000), el 99% són invertebrats. Entre els rèptils endèmics destaquen les sargantanes, com la sargantana balear i la sargantana de les Pitiüses, també destaca la població balear de la tortuga mediterrània. Entre les aus destaca la colònia mallorquina del voltor negre i l'àguila peixatera. Entre els mamífers destaca l'absència del porc senglar però hi és present la marta.
A continuació es posarà una relació d'animals vertebrats de les Illes Balears.
Els vertebrats de les Illes Balears.
La classificació més coneguda és la següent:

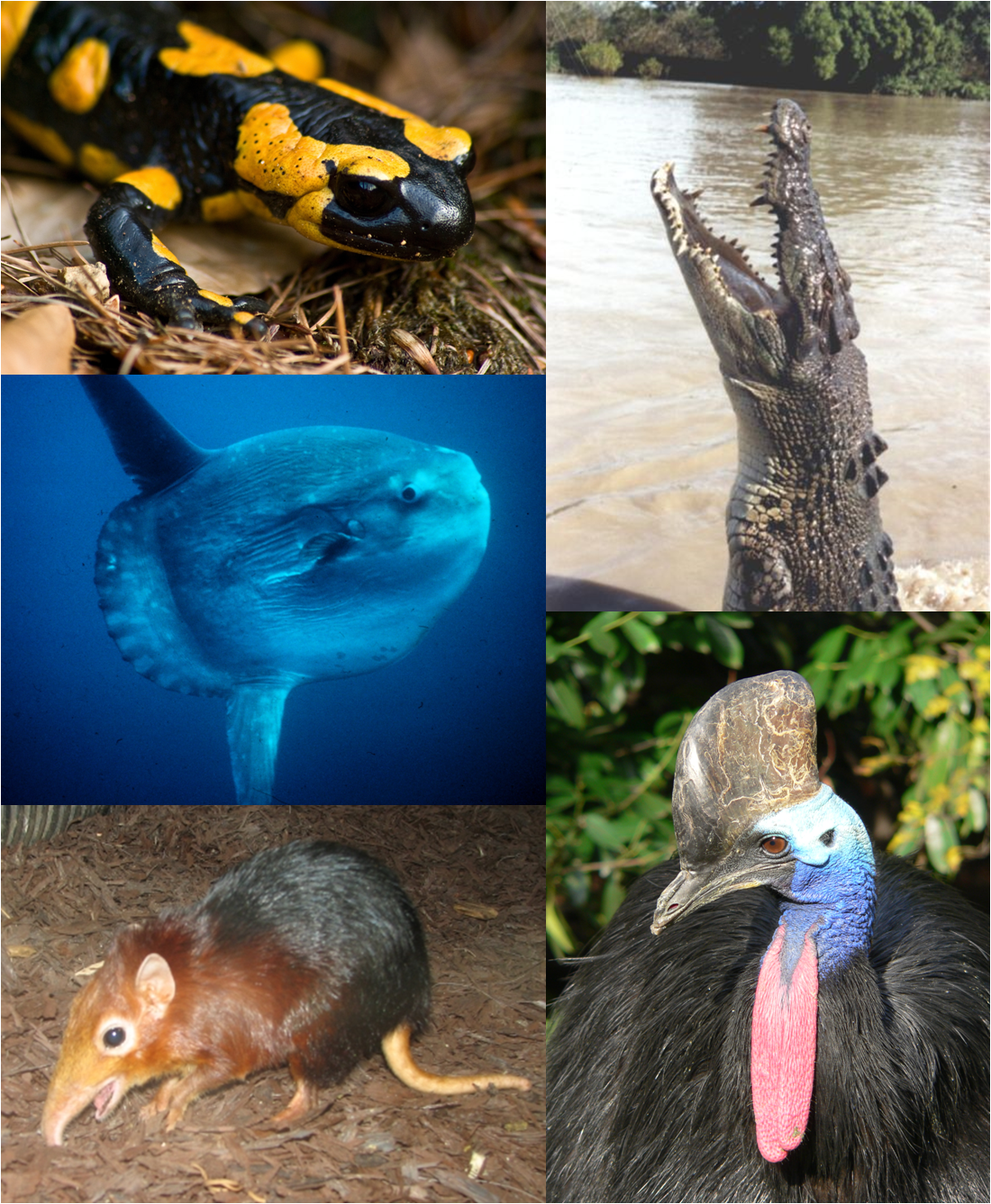
vertebrats

- Peixos.
- Amfibis.
- Rèptils.
- Ocells.
- Mamífers

## Peixos
A zones més properes en el litoral hi trobam l'esparrall, la variada, la llissa, la vaca, el serrà, la donzella… En aigües on hi ha una major profunditat hi trobam la sirviola, el tèntol, l'emperador, la llampuga…

## Amfibis
Pel seu endemisme s'ha de destacar el ferreret (Alytes muletensis) un petit amfibi que només es troba a alguns torrents de la serra de Tramuntana. Altres amfibis que podem observar són el granot i el calàpet.

## Rèptils
Els més coneguts a les Illes Balears són el údragó i dragonet. També hi ha importants poblacions de tortugues entre les garrigues: la tortuga mediterrània i la tortuga mora. Per altra part, també hi ha poblacions de la tortuga d'estany en ambients aquàtics com s'Albufera, i a la costa es pot trobar la tortuga careta.
Entre les serps hi ha la serp blanca o ratllada (Rinechis scalaris) i la serp d'aigua (Natrix maura). Encara que tembé podem trobar varies espècies de serps foranes, com la serp de ferradura (Coluber hippocrepis), la serp del blat de moro (Elaphe guttata), la serp blanca (Elsphe scalaris) o la serp verda (Malpolon monspessulanus). Per altra part les sargantanes compten amb nombroses subespècies endèmiques de les diferents illes i illots de l'endemisme Podarcis pityusensis, com la sargantana balear i la sargantana de les Pitiüses.

## Ocells
Gràcies a la seva posició geogràfica, les Illes Balears s'han convertit en un indret especial per a l'ornitofauna. Entre els ocells de l'alzinar i la garriga hi trobam el xoriguer, la perdiu, el mussol, el cap-ferrerico, la cadernera. En els aiguamolls s'hi pot veure l'àguila peixatera, l'agró blanc, l'agró roig, l'avisador i diverses espècies d'ànneres. Als ambients litorals hi viuen la gavina, el corb marí i el falcó marí. El voltor negre, el virot petit (endèmic) i la milana estan en perill d'extinció.

## Mamífers
A la mar hi ha dofins comuns i els cap d'olla… i fins als anys 30 del segle XX també s'hi podien trobar a ses illes el vell marí o foca monjo (Monachus monachus). Per altra part, els mamífers petits poden esmentar el ratolí domèstic, el ratolí de rostoll, la rata cellarda, la rata traginera de camp… També són mamífers habituals el conill, la llebre i l'eriçó. En ambients com coves, hi ha la ratapinyada. En els pinars i a la muntanya, els mamífers més típics són el mart, la geneta i el mostel.